# Moultonborough Airport

i7
i11
i13
Der Moultonborough Airport (FAA-Identifier 4MB), von den Betreibern als Nord Country Air Base bezeichnet, ist ein Flugplatz in Moultonborough im Carroll County von New Hampshire, einem der Neuenglandstaaten der USA. Er befindet sich in Privatbesitz und steht der Allgemeinen Luftfahrt offen. Mit Stand vom März 2023 waren hier 17 ein- und zweimotorige Propeller- sowie ein Ultraleichtflugzeug stationiert.

## Lage
Der Flugplatz liegt in der Lakes-Region im mittleren New Hampshire, zwischen den White Mountains und dem Lake Winnipesaukee etwa 1,9 Kilometer nordöstlich des Zentrums von Moultonborough in 176 Metern Höhe auf 43-46-02.8453 Nord und 71-23-15.4542 West und hat eine Fläche von 25 Hektar. Der Flugplatz ist von der New Hampshire Route NH-25, hier Whittier Highway genannt, aus über die Airport Road zu erreichen. Unmittelbar südlich des Platzes trifft die NH-109 auf die NH-25.

## Anlage
Die Bahn 02/20 ist 1068 Meter lang und 15 Meter breit, asphaltiert und beleuchtet. Es gibt keine Navigationshilfen, der Anflug erfolgt aus allen Richtungen visuell. Eine parallele Rollbahn verläuft über die gesamte Länge der Landebahn. Abstellmöglichkeiten bestehen auf dem Vorfeld sowie in Hangars. Es gibt umfassende Wartungsmöglichkeiten für Zellen, Triebwerke und Instrumente sowie AvGas.

## Flugbewegungen
Zum Zeitpunkt der Erfassung (2018) entfielen 3000 Flugbewegungen auf Zwischenaufenthalte und 1800 weitere auf lokale Flüge. Dazu kamen jeweils 100 Lufttaxi- sowie Militärflüge. In einem Zeitraum von zwölf Monaten wurden insgesamt 5000 Flugbewegungen erfasst (Stand März 2023).